# نیوپورت (کنتاکی)
نیوپورت (به انگلیسی: Newport) شهری در ایالت کنتاکی کشور ایالات متحده آمریکا است که جمعیت آن در سرشماری سال ۲۰۱۰ میلادی، ۱۵٬۲۷۳ نفر بوده‌است.